# Anna Stepanovna Politkovskaja
(Anna Politkovskaja)
Anna Stepanovna Politkovskaja, nata Anna Mazepa (in russo А́нна Степа́новна Политко́вская?; New York, 30 agosto 1958 – Mosca, 7 ottobre 2006), è stata una giornalista russa con cittadinanza statunitense.
Particolarmente attiva sul fronte dei diritti umani, Politkovskaja è nota principalmente per i suoi reportage sulla seconda guerra cecena e per le sue aspre critiche contro le forze armate e i governi russi sotto la presidenza di Vladimir Putin, accusati del mancato rispetto dei diritti civili e dello Stato di diritto. Il 7 ottobre 2006 è stata assassinata a Mosca mentre stava rincasando. Il suo omicidio produsse una notevole mobilitazione internazionale al fine di chiarire le circostanze della sua uccisione. Nel giugno 2014 cinque uomini di etnia cecena sono stati condannati al carcere per l'omicidio sebbene non siano stati individuati i mandanti.

## Biografia
(André Glucksmann)
Nacque a New York, negli Stati Uniti d'America, nel 1958 da due diplomatici sovietici di origine ucraina di stanza presso l'Organizzazione delle Nazioni Unite. Dopo aver studiato giornalismo presso l'Università statale di Mosca si laureò nel 1980 con una tesi sulla poetessa russa Marina Cvetaeva. L'anno prima si era sposata con Aleksandr Politkvoskij.

### Giornalismo: daIzvestijaaNovaja Gazeta

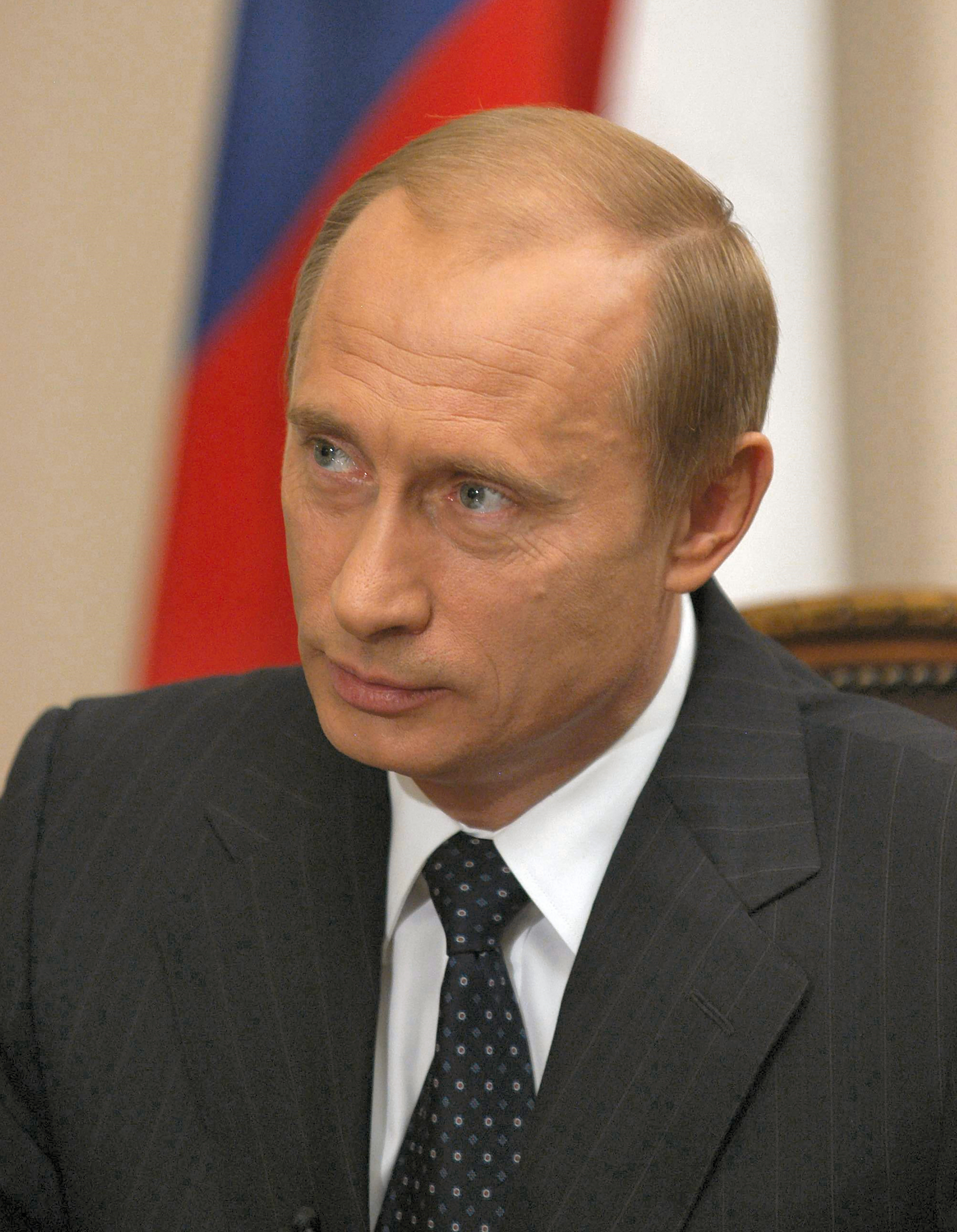
Vladimir Putin, la cui condotta bellica fu oggetto di dure critiche giornalistiche da parte di Anna Politkovskaja

La sua carriera giornalistica iniziò nel 1982 presso il quotidiano moscovita Izvestija, che lasciò nel 1993. Già nel corso dell'anno successivo iniziò a lavorare come cronista per l'Obščaja Gazeta, in qualità di responsabile della sezione emergenze e incidenti e di assistente al direttore Egor Jakovlev. Nel 1998 si recò in Cecenia come inviata del giornale per intervistare il neoletto presidente Aslan Maschadov. Nel giugno 1999 entrò nella redazione della Novaja Gazeta e pubblicò alcuni libri fortemente critici sul Presidente della Federazione Russa Vladimir Putin in merito alla conduzione della seconda guerra cecena e dell'invasione del Daghestan e dell'Inguscezia. Spesso per il suo impegno venne minacciata di morte.

### Rapporti dalla Cecenia
Politkovskaja ha vinto una serie di premi per il suo lavoro. Ha usato ciascuna di queste occasioni per sollecitare una maggiore preoccupazione e responsabilità da parte dei governi occidentali che, dopo gli attacchi dell'11 settembre 2001 contro gli Stati Uniti, hanno accolto con favore il contributo di Putin alla loro "Guerra al Terrore". Ha parlato con funzionari, militari e polizia e ha anche visitato frequentemente ospedali e campi profughi in Cecenia e nella vicina Inguscezia per intervistare i feriti e sradicati dai nuovi combattimenti. 
In numerosi articoli critici della guerra in Cecenia e del regime filo-russo, la Politkovskaja ha descritto presunti abusi commessi dalle forze militari russe, dai ribelli ceceni e dall'amministrazione sostenuta dalla Russia guidata da Achmat Kadyrov e suo figlio Ramzan Kadyrov. Ha anche raccontato le violazioni dei diritti umani e i fallimenti politici nel Caucaso settentrionale. In un caso caratteristico nel 1999, non solo ha scritto della difficile situazione di una casa di riposo etnicamente mista sotto bombardamento a Groznyj, ma ha contribuito a garantire l'evacuazione sicura dei suoi anziani abitanti con l'aiuto del suo giornale e il sostegno pubblico. I suoi articoli, molti dei quali costituiscono la base di A Dirty War (2001) e A Small Corner of Hell (2003), descrivono un conflitto che ha brutalizzato sia i combattenti ceceni che i soldati di leva nell'esercito federale, e ha creato l'inferno per i civili intrappolati tra di loro.
Come riferì Politkovskaja, l'ordine presumibilmente restaurato sotto i Kadyrov divenne un regime di tortura endemica, rapimento e omicidio, da parte delle nuove autorità cecene o delle varie forze federali con sede in Cecenia. Una delle sue ultime indagini è stata sul presunto avvelenamento di massa di scolari ceceni da parte di una sostanza chimica forte e sconosciuta che li ha resi incapaci per molti mesi.

### Critiche a Vladimir Putin e FSB
Dopo che la Politkovskaja divenne ampiamente conosciuta in Occidente, le fu commissionato di scrivere La Russia di Putin (in seguito sottotitolata "Vita in una democrazia fallimentare"), un resoconto più ampio delle sue opinioni ed esperienze dopo che l'ex tenente colonnello del KGB Vladimir Putin divenne il primo ministro di Boris El'cin, e poi gli succedette come presidente della Russia. Ciò includeva il perseguimento da parte di Putin della seconda guerra cecena. Nel libro, ha accusato il Servizio di sicurezza federale russo (FSB) di soffocare tutte le libertà civili al fine di stabilire una dittatura in stile sovietico, ma ha ammesso:
Ha anche scritto:
"La gente spesso mi dice che sono pessimista, che non credo nella forza del popolo russo, che sono ossessiva nella mia opposizione a Putin e non vedo nulla al di là di questo", apre un saggio intitolato "Ho paura?", terminandolo – e il libro – con le parole: "Se qualcuno pensa di poter trarre conforto dalla previsione 'ottimistica', lasciateli fare. È certamente il modo più semplice, ma è la condanna a morte per i nostri nipoti".
Nel 2001 Politkovskaja fu costretta a fuggire a Vienna in seguito a ripetute minacce ricevute per posta elettronica da Sergei Lapin, un ufficiale dell'OMON da lei accusato di crimini contro la popolazione civile in Cecenia. Lapin venne arrestato per un breve periodo e poi rilasciato nel 2002. Il processo riprese nel 2003 per concludersi, dopo numerose interruzioni, nel 2005 con una condanna per l'ex poliziotto per abusi e maltrattamenti aggravati su un civile ceceno e per falsificazione di documenti. Proprio in Cecenia la Politkovskaja si recò molto spesso, sostenendo le famiglie delle vittime civili, visitando ospedali e campi profughi, intervistando sia militari russi che civili ceceni.
Nelle sue pubblicazioni, non risparmiò critiche violente sull'operato delle forze russe in Cecenia, sui numerosi e documentati abusi commessi sulla popolazione civile e sui silenzi e le presunte connivenze degli ultimi due Primi Ministri ceceni, Achmat Kadyrov e suo figlio Ramzan, entrambi sostenuti da Mosca. Anna Politkovskaja godette anche di notevole considerazione negli ambienti ceceni: il suo nome è spesso apparso fra i "negoziatori privilegiati" dalla guerriglia, così come apparve fra le personalità impegnate a condurre le trattative durante la crisi del Teatro Dubrovka.
Nel 2003 pubblicò il suo terzo libro, A Small Corner of Hell: Dispatches From Chechnya, in cui denunciava la guerra brutale in corso in Cecenia nella quale migliaia di cittadini innocenti erano torturati, rapiti o uccisi dalle autorità federali russe o dalle forze cecene. Durante la stesura del libro, la Politkovskaja si valse anche delle testimonianze di militari russi e della protezione di alcuni ufficiali durante i mesi più duri della guerra. Nel settembre 2004 mentre si stava recando in volo a Beslan durante la crisi degli ostaggi dopo aver bevuto un tè datole a bordo venne improvvisamente colpita da un malore e perse conoscenza. L'aereo fu costretto a tornare indietro per permettere un suo immediato ricovero e si suppose un tentativo di avvelenamento.
Nel dicembre 2005, durante una conferenza di Reporter senza frontiere a Vienna sulla libertà di stampa dichiarò:
In un saggio che verrà pubblicato postumo nel 2007, in una raccolta a cura del PEN American Center, Politkovskaja scriveva:
Nello stesso saggio dice di non considerarsi "un magistrato inquirente", ma piuttosto "una persona che descrive quello che succede a chi non può vederlo", dal momento che - continua - in Russia "i servizi trasmessi in tv e gli articoli pubblicati sulla maggior parte dei giornali sono quasi tutti di stampo ideologico".

### L'omicidio

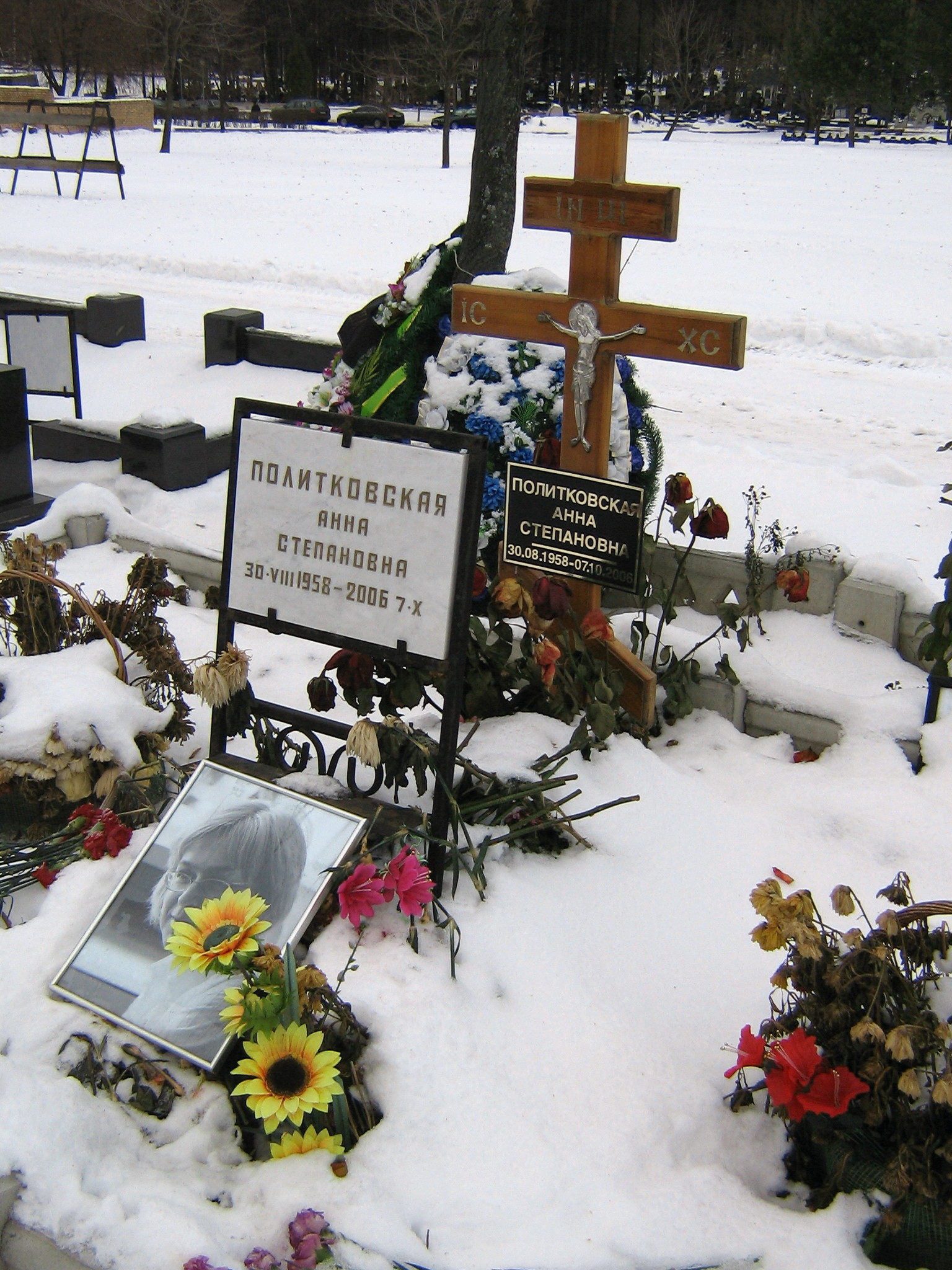
La tomba di Anna Politkovskaja nel cimitero Troekurovskij di Mosca

Politkovskaja fu ritrovata morta nell'ascensore del suo palazzo a Mosca il 7 ottobre 2006. La polizia rinvenne accanto al cadavere una pistola Makarov con quattro bossoli; uno dei proiettili sparati l'aveva colpita alla testa. Si seguì quindi la pista di un omicidio premeditato operato da un assassino a contratto. Sebbene non siano stati individuati i responsabili molti hanno individuato il mandante proprio nel presidente Putin. La data dell'assassinio, fra l'altro, coincide con il compleanno di Vladimir Putin.
Il giorno successivo la polizia russa sequestrò il computer della Politkovskaja e tutto il materiale dell'inchiesta che la giornalista stava realizzando. Il 9 ottobre l'editore della Novaja Gazeta Dmitrij Muratov disse che Politkovskaja stava per pubblicare, proprio il giorno in cui fu uccisa, un lungo articolo sulle torture commesse dalle forze di sicurezza cecene legate al Primo Ministro Ramzan Kadyrov. Muratov aggiunse che mancavano anche due fotografie; gli appunti non ancora sequestrati furono pubblicati il 9 ottobre stesso sul giornale.
I funerali si svolsero il 10 ottobre presso il cimitero Troekurovskij di Mosca. Più di mille persone, fra cui anche colleghi e semplici ammiratori della giornalista, parteciparono alla cerimonia funebre. La sua lapide rappresenta un giornale crivellato dai proiettili, segno del suo grande impegno per la scoperta della verità. Tra i partecipanti alle esequie ci fu anche il leader politico radicale Marco Pannella, amico personale di Politkovskaja. Nessun rappresentante del governo russo vi partecipò.

## Le indagini dopo l'omicidio
Il quotidiano austriaco Der Standard ha riferito il 9 ottobre 2006 che la polizia russa "conosce l'identità dell'assassino, dal momento che era stato smascherato e non aveva messo fuori uso la videosorveglianza sopra l'ingresso della casa. Anche a causa di questo comportamento, che è stato classificato come 'non professionale', domenica si è ipotizzato che l'esecutore stesso potesse essere già stato eliminato dai suoi clienti".
Circa un mese dopo l'omicidio della Politkovskaya, l'organizzazione Reporter senza frontiere ha avviato una raccolta di firme. L'obiettivo era quello di istituire una commissione internazionale; si trattava di indagare sull'omicidio della Politkovskaja. L'iniziativa è stata sostenuta da 6000 persone. Tra i firmatari c'erano ex dissidenti di spicco come Jelena Bonner, Vladimir Bukowski e Bronisław Geremek. Fu firmato dai giuristi Baltasar Garzón e Carla Del Ponte, dai politici Bernard Kouchner e Daniel Cohn-Bendit, dai filosofi André Glucksmann e Bernard-Henri Lévy, dagli scrittori Fernando Arrabal, Ismaïl Kadaré e Margaret Atwood e dagli attori Jeanne Moreau e Alain Souchon.
Il 23 agosto 2007, il Comitato investigativo presso l'Ufficio del Procuratore Generale della Russia ha annunciato che l'omicidio era vicino ad essere risolto. Quattro giorni dopo, il procuratore generale Yuri Chaika ha annunciato personalmente l'arresto di dieci sospetti, in particolare ceceni, ma anche ex ufficiali attivi del ministero dell'Interno e dei servizi segreti dell'FSB. Alla fine, la pista porta i membri dell'opposizione in esilio all'estero come clienti. Tra gli arrestati c'erano il tenente colonnello dell'FSB Pavel Ryaguzov e l'ufficiale del ministero dell'Interno Sergei Khajikurbanov. Tuttavia, cinque dei presunti colpevoli sono stati rilasciati dopo pochi giorni. A metà settembre 2007, le autorità hanno arrestato un altro sospetto: Shamil Buraev, che era stato capo dell'amministrazione dei distretti di Achkhoy-Martan in Cecenia tra il 1995 e il 2003.
Nel maggio 2008, le autorità investigative russe hanno indicato il ceceno Rustam Makhmudov come sospettato di aver sparato. Tuttavia, poiché il nome del sospetto era già stato pubblicato sul quotidiano Komsomolskaya Pravda a marzo, l'uomo è stato in grado di fuggire all'estero prima di essere arrestato.
Alla fine, il 3 ottobre 2008, l'ufficio del procuratore generale russo ha consegnato l'accusa a un tribunale militare di Mosca. Nel novembre 2008 è iniziato il processo a quattro presunti complici davanti a un tribunale di Mosca: Ryagusov e Khajikurbanov e i due ceceni Ibrahim e Jabrail Makhmudov, due fratelli del presunto sicario Rustam Makhmudov. L'avvocato della Politkovskaya, Stanislav Markelov, è stato assassinato il 19 gennaio 2009. Il processo si è concluso il 19 febbraio 2009 con l'assoluzione di tutti gli imputati. Il 25 giugno 2009, la Corte Suprema russa ha stabilito che erano stati commessi errori procedurali nel processo e ha annullato le assoluzioni. Dal 5 agosto 2009 il processo è stato riaperto.
Alla fine di maggio 2011, gli investigatori russi hanno arrestato il presunto assassino della Politkovskaya, Rustam Makhmudov, in Cecenia. Nell'agosto 2011 è seguito l'arresto del presunto ideatore Dmitry Pavlyuchenko, ex colonnello della polizia criminale. Si supponeva che Pavlyuchenko avesse riunito il gruppo esecutivo e organizzato il delitto. All'inizio di settembre 2011, tuttavia, gli inquirenti hanno indicato l'uomo d'affari ceceno Lom-Ali Gaitukaev come principale organizzatore.
Nel dicembre 2012, Dmitrij Pavlyuchenko è stato condannato a undici anni di detenzione penale da un tribunale di Mosca per favoreggiamento dell'omicidio della Politkovskaja. Deve anche pagare tre milioni di rubli (circa 75.000 euro) come risarcimento per il dolore e la sofferenza ai sopravvissuti a carico. Nell'attenuare la pena per Pavlyuchenko, il tribunale ha valutato la sua disponibilità a collaborare con le autorità, il che significa che la condanna è rimasta un anno al di sotto della richiesta del pubblico ministero. I parenti sopravvissuti della Politkovskaja, che comparvero come querelanti nel processo e chiesero la pena massima di 20 anni per Pavlyuchenko, annunciarono immediatamente un appello.
La colpevolezza dei condannati è stata messa in dubbio dagli osservatori stranieri. Un altro possibile partecipante al crimine è stato il ceceno Walid Lurakhmayev, un membro della mafia cecena di Mosca, che si dice abbia compiuto diversi omicidi su commissione su istigazione dei servizi segreti russi e il cui segnale di telefonia mobile era stato localizzato in un parco vicino poco dopo il crimine. Lurakhmayev non è mai stato interrogato dalla polizia. Chi fossero i clienti sullo sfondo è ancora sconosciuto.
Nel giugno 2014, un tribunale della città di Mosca ha inflitto lunghe pene detentive a cinque presunti colpevoli. Il ceceno Lom-Ali Gaitukaev, che organizzò l'omicidio, e suo nipote Rustam Makhmudov, che si dice lo abbia eseguito, furono condannati all'ergastolo in un campo di pena. I fratelli di Makhmudov, Jabrail e Ibragim, hanno ricevuto 14 e 12 anni di carcere come partecipanti al crimine, mentre l'ex poliziotto Sergei Khajikurbanov come co-organizzatore ha ricevuto 20 anni di carcere. Amnesty International ha descritto la decisione come un "piccolo passo" nell'instaurazione della giustizia. Nel novembre 2023 si è saputo che Khajikurbanov aveva accettato di combattere a fianco della Russia nella guerra di aggressione contro l'Ucraina nel 2022 ed era stato graziato dal presidente Vladimir Putin per averlo fatto.
La famiglia della Politkovskaya ha citato in giudizio la Russia davanti alla Corte europea dei diritti dell'uomo. Accusa i servizi segreti russi di aver ordinato l'omicidio della giornalista a causa delle sue rivelazioni. La Corte di Strasburgo ha stabilito che i querelanti possono giustamente accusare la magistratura russa di indagini inadeguate. La Russia non ha fatto alcun tentativo di scoprire chi ha ordinato l'omicidio e lo ha pagato. Inoltre, la durata delle indagini non era ragionevole. I parenti della Politkovskaya hanno ricevuto 20.000 euro di risarcimento per il dolore e la sofferenza.

## Stile e tecnica di reportage
Anna Politkovskaja aveva una forte determinazione nel dare testimonianza e priorità alle cose “vedute con gli occhi e toccate con mano”, molto più delle proprie opinioni di donna e di giornalista. Le sue parole arrivavano dritte al cuore dei lettori e degli ascoltatori, poiché la Politkovskaja utilizzava un linguaggio schietto, rigoroso e chiaro, volto a far rivivere l'evento stesso descritto nelle proprie inchieste. È la stessa giornalista a dichiarare di aver dato vita ai propri libri attraverso una catalogazione di “appunti disordinati ai margini della vita in Russia”.
La Politkovskaja volle sempre rivendicare con i suoi scritti il proprio modo di essere testimone: testimone perché partecipe, non una semplice spettatrice. Così voleva vivere, sia sul piano lavorativo come inviata della “Novaja Gazeta”, sia sul piano strettamente giudiziario, quando era necessaria la sua presenza in tribunale per denunciare violenti e violentatori, accusati più volte dalla giornalista stessa per crimini di guerra. Gli scritti di Anna Politkovskaja sono ostinati e incalzanti: le storie raccontate sono scritte in ogni più piccolo dettaglio, facendo trasparire lo sdegno per ciò che accade in quel momento e provando compassione per le innumerevoli vittime innocenti. La prosa è diretta e asciutta, schietta e semplice. L'obiettivo della giornalista della “Novaja Gazeta” era di essere chiara ed esauriente, evitando volontariamente di ornare la realtà con una prosa artificiosa. Le descrizioni dei fatti vista dalla giornalista in persona vogliono creare consapevolezza.
I dossier della Politkovskaja rendono il lettore partecipe della scena, anzi, egli sembra letteralmente immedesimarsi nella storia, riuscendo persino ad evocare chiare e vividi immagini dell'evento descritto. Per questo motivo la giornalista russa può essere descritta anche come un eccellente fotoreporter: attraverso il solo uso della penna ella riesce a far rivivere anche i più piccoli particolari, che fanno da cornice alla vicenda raccontata.
Per queste particolari caratteristiche la Politkovskaja viene spesso associata ad uno stile intermedio tra il “new journalism”, attraverso l'uso di dialoghi e di descrizioni dettagliate, e l'“advocacy journalism”, ponendosi come obiettivo l'utilità e la verità. Spesso queste sue caratteristiche andavano a scontrarsi con il giudizio dell'opinione pubblica e dei suoi stessi colleghi russi o stranieri, i quali non hanno perso occasione di deriderla pubblicamente per il suo faticoso ed “ingrato” compito.
Anna Politkovskaja, inoltre, firmò sempre i propri lavori, le indagini e le dichiarazioni personali: “chi si sente nel giusto non ha bisogno dell'anonimato”. Tra i lavori della giornalista risaltano con forza le richieste delle madri dei soldati e dei giovani scomparsi nel nulla, le denunce contro le ingiustizie in territorio russo e ceceno, le inchieste per reati di corruzione continuamente insabbiati ed assolti dalla magistratura russa. Questi ultimi reportage andavano in particolare a denunciare gli abusi dei soldati federali russi, compiuti contro i ceceni e gli incarcerati, e l'anarchia esistente tra le file dell'esercito, con l'assoluta noncuranza del governo di Putin.

## Scritti
- Cecenia. Il disonore russo, traduzione di A. Nobécourt e A. Bracci, Collana Documenti n.14, Roma, Fandango, 2003, ISBN 978-88-875-1755-2.
- La Russia di Putin, traduzione di Claudia Zonghetti, La Collana dei casi n.62, Milano, Adelphi, 2005, ISBN 978-88-459-1974-9.
- Diario russo 2003-2005, trad. e cura di Claudia Zonghetti, La Collana dei casi n.70, Milano, Adelphi, 2007, ISBN 978-88-459-2163-6.
- Proibito parlare. Cecenia, Beslan, Teatro Dubrovka: le verità scomode della Russia di Putin, a cura di Erika Casali, Martina Cocchini e Davide Girelli, Prefazione di Adriano Sofri, Collana Piccola Biblioteca Oscar n.535, Milano, Arnoldo Mondadori Editore, 2007, ISBN 978-88-045-6780-6.
- Un piccolo angolo d'inferno, trad. di I. Aguilar, Collana Saggi stranieri, Milano, Rizzoli, 2008, ISBN 978-88-17-02594-2.
- Per questo. Alle radici di una morte annunciata. Articoli 1999-2006, traduzione di Claudia Zonghetti, La Collana dei casi n.82, Milano, Adelphi, 2009, ISBN 978-88-459-2439-2.
- Cecenia: la guerra degli altri, Carlo Spera editore, 2008. [raccolta di reportage e riflessioni sulla seconda guerra cecena della Russia, stampata in Russia il 24 ottobre 2002, in 1000 copie, per l'associazione Memorial di Mosca]
- Internazionale, su internazionale.it. gli articoli di Anna Politkovskaja pubblicati dalla rivista e tradotti in italiano.

## Riconoscimenti e premi
- 2001: Premio dell'Unione dei Giornalisti Russi
- 2001: Global Award for Human Rights Journalism (Amnesty International)
- 2002: Freedom to Write Award (PEN American Center)
- 2002: Premio per la " Difesa della libertà d'espressione" Index on Censorship.[57]
- 2002: Courage in Journalism Award (International Women's Media Foundation)
- 2003: Lettre Ulysses Award
- 2003: Medaglia Hermann Kesten
- 2004: Premio Olof Palme (assieme a Ljudmila Alekseeva e Sergej Kovalëv)
- 2005: Premio per la Libertà ed il Futuro dei Media (Media City Leipzig)
- 2006: International Journalism Award
- 2007: Premio Internazionale Tiziano Terzani
- 2007: Premio fratelli Scholl per Diario russo 2003-2005[58]

## Omaggi

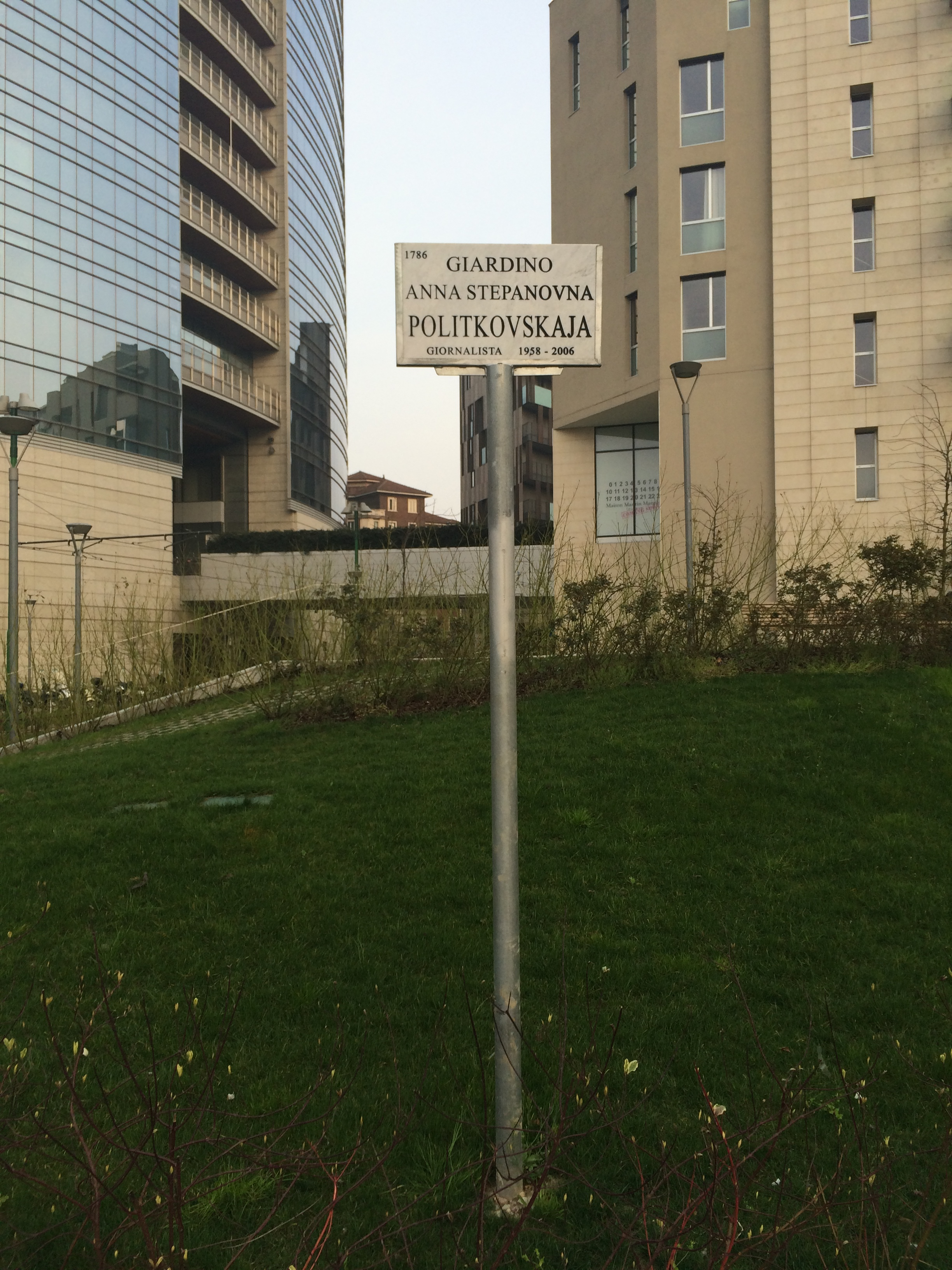
Il giardino dedicato ad Anna Politkovskaja a Milano.

- 2007: Intitolazione del Largo Anna Politkovskaja nella Villa Doria-Pamphilj di Roma.[59]
- 2009: Dedica di un albero e un cippo al Giardino dei Giusti di tutto il mondo di Milano[60]. Intitolazione di una via che porta il suo nome a Tibilisi.[59]
- 2012: Intitolazione del giardino Anna Stepanovna Politkovskaja in Via Don Sturzo a Milano.[61] Inaugurazione della Place Anna-Politkovskaïa a Montreuil.[62] Intitolazione del Park Anny Politkovské a Karlovy Vary.
- 2013: Intitolazione dell'Avenue Anna-Politkovskaïa nel dodicesimo arrondissement di Parigi.[59]
- 2020: Intitolazione della Promenáda Anny Politkovské nei pressi della sede dell'ambasciata russa a Praga.[63]

## Anna Politkovskaya Award
L'organizzazione per i diritti umani Reach All Women in War (RAW in WAR), che si occupa della protezione dei diritti delle donne durante i conflitti bellici, ha istituito dal 2007 il Premio annuale in onore di Anna Politkovskaja, denominato "Anna Politkovskaya Award". Il premio viene attribuito "a una donna che difende i diritti umani in zone di conflitto nel mondo che, come Anna, si alza in piedi per le vittime di questo conflitto, spesso con grande rischio personale".
Il premio fu attribuito per la prima volta nell'ottobre 2007 a Natal'ja Ėstemirova, amica e collega di Anna Politkovskaja, che fu poi uccisa nel 2009.
Vincitrici del Anna Politkovskaya Award
- 2007: Natal'ja Ėstemirova (1958–2009), Russia
- 2008: Malalai Joya, Afghanistan
- 2009: One Million Signatures Campaign for Equality, Iran
- 2010: Halima Bashir, Sudan
- 2011: Razan Zaitouneh, Siria
- 2012: Marie Colvin (1956–2012), USA
- 2013: Malala Yousafzai, Pakistan
- 2014: Vian Dakhil, Iraq
- 2015: Kholoud Waleed, Siria
- 2016: Jineth Bedoya Lima, Colombia
- 2017: Gulalai Ismail, Pakistan
- 2018: Svjatlana Aleksievič, Bielorussia
- 2019: Alex Crawford, Gran Bretagna
- 2020: Radhya Al-Mutawakel, Yemen
- 2021: Fawzia Koofi, Afghanistan
- 2022: Tetiana Sokolova, Ucraina, e Svetlana Gannuškina, Russia[66]

## Opere
- Anna Politkovskaja, Proibito parlare. Cecenia, Beslan, Teatro Dubrovka: le verità scomode della Russia di Putin, Piccola Biblioteca Oscar Mondadori, 2007.
- Anna Politkovskaja, Cecenia.Il disonore russo, Fandango Tascabili, 2009.